# Taxyella
Taxyella es un género de foraminífero bentónico considerado un sinónimo posterior de Monspeliensina de la subfamilia Epistomariinae, de la familia Epistomariidae, de la superfamilia Asterigerinoidea, del suborden Rotaliina y del orden Rotaliida. Su especie tipo era Taxyella fontcaudensis. Su rango cronoestratigráfico abarcaba el Mioceno.

## Clasificación
Taxyella incluía a la siguiente especie:
- Taxyella fontcaudensis †